# Jean-Jacques Pascal Crouzet
Jean-Jacques Pascal Crouzet est un homme politique français né le 4 avril 1768 à Gaillac (Tarn) et décédé à une date inconnue.
Il est député du Tarn en 1815, pendant les Cent-Jours.

## Sources
« Jean-Jacques Pascal Crouzet », dans Adolphe Robert et Gaston Cougny, Dictionnaire des parlementaires français, Edgar Bourloton, 1889-1891 [détail de l’édition]